# PlayChoice-10

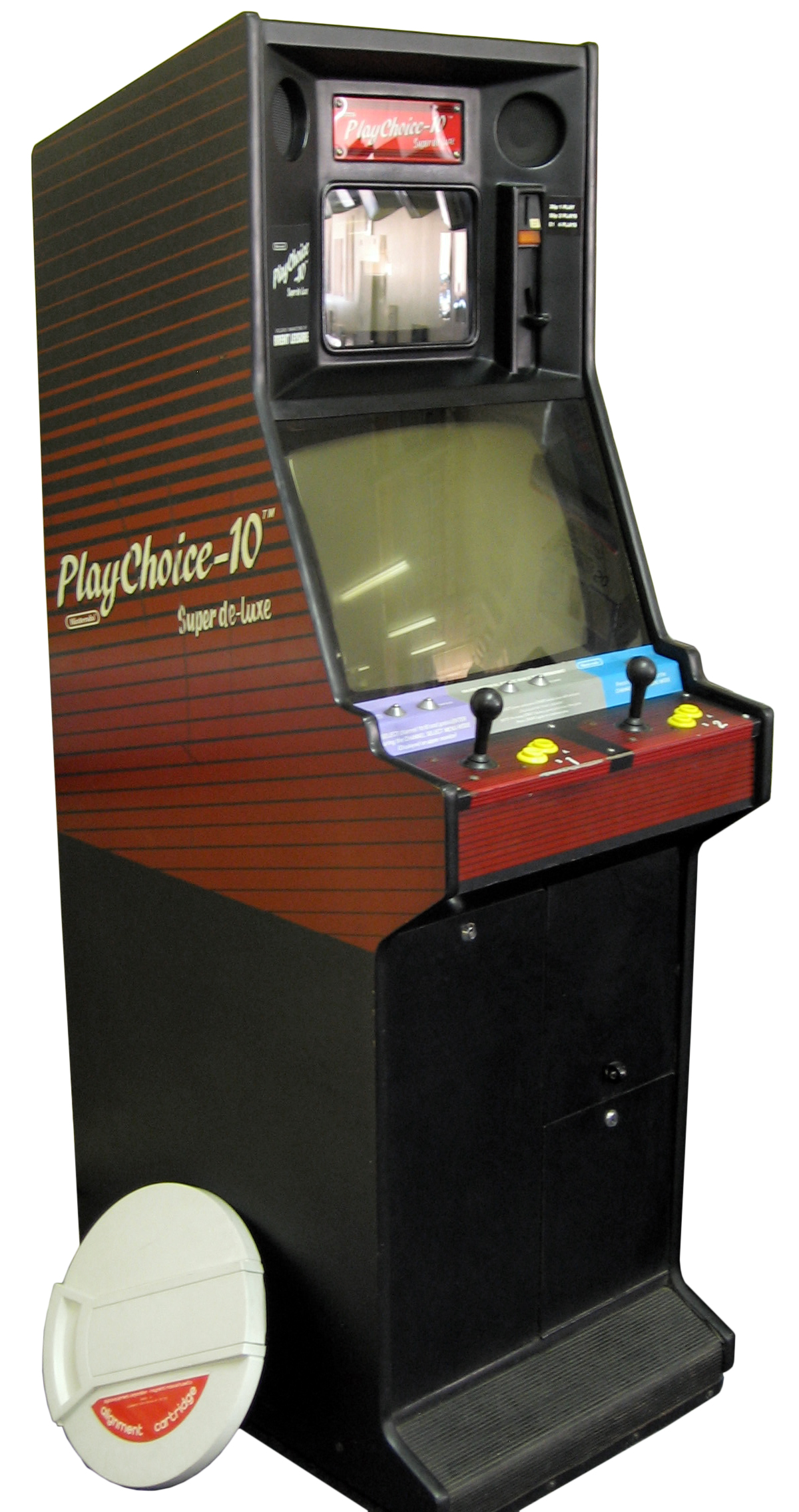
PlayChoice-10 (Super de-luxe)

PlayChoice-10 ist ein Arcade-Automat von Nintendo mit 10 verschiedenen Spielen. Er wurde ab 1986 gebaut. Es gibt Kombinationen mit verschiedenen Spielen. Durch Münzeinwurf erkauft sich der Spieler, im Gegensatz zu anderen Arcade-Spielen, Spielzeit und kann innerhalb dieser auch unterschiedliche Spiele spielen.

## Hardware
Die Hardware basiert auf dem Nintendo Entertainment System, ist aber nicht 100 % kompatibel.
Zusätzlich wird eine Steuerungs-CPU verwendet, der Zilog Z80.
Es gibt Geräte mit einem oder zwei Monitoren, die sich übereinander befinden. Auf dem zweiten Monitor werden Spiele-Tipps angezeigt, dafür ist zusätzlicher Programmcode notwendig, der meist auf einem zusätzlichen ROM-Chip gespeichert ist.
Die Grafik der Spiele ist hardwarebedingt deutlich einfacher als die jeweiligen Original-Arcade-Versionen und entspricht denen der NES-Spiele. Die Farben von NES und PlayChoice sind leicht unterschiedlich.
Es gibt auch PlayChoice und PlayChoice-5-Geräte mit einem, bzw. fünf Spielen, die aber wesentlich seltener sind.
Technisch verwandt sind auch die Geräte des Nintendo VS. Systems, wobei es UniSystem und DualSystem-Geräte gibt. Letztere sind praktisch zwei Arcade-Geräte, die angewinkelt nebeneinander stehen. Ein UniSystem besteht aus einem Gerät mit einem Bedienfeld für zwei Spieler. Bei beiden können zwei Spieler gleichzeitig im Spiel gegeneinander antreten.
Die austauschbaren Spielmodule bestehen im Gegensatz zu den Boards üblicher Arcade-Automaten aus kleinen, länglichen Platinen und ähneln RAM-Speichermodulen.

## Spiele-Liste
- 1942 (Computerspiel) (1985 Capcom)
- Balloon Fight (1984 Nintendo)
- Baseball (1984 Nintendo)
- Baseball Stars (1989 SNK Corp.)
- Captain Skyhawk (1989 Milton Bradley)
- Castlevania (1987 Konami Inc.)
- Contra (1988 Konami Inc.)
- Chip 'n Dale Rescue Rangers (1990 Capcom)
- Double Dragon (1988 Technos)
- Double Dribble (1987 Konami Inc.)
- Dr. Mario (1990 Nintendo)
- Duck Hunt (1984 Nintendo)
- Excitebike (1984 Nintendo)
- Fester's Quest (1989 Sunsoft)
- Gauntlet (1985 Atari Games Corp.)
- Golf (1984 Nintendo)
- The Goonies II (1986 Konami Inc.)
- Gradius (1986 Konami Inc.)
- Hogan's Alley (1984 Nintendo)
- Kung Fu (1984 Irem.)
- Mario Bros. (1983 Nintendo)
- Mario Open Golf (1991 Nintendo)
- Mega Man 3 (1990 Capcom)
- Metroid (1986 Nintendo)
- Mike Tyson Punchout (1987 Nintendo)
- Ninja Gaiden (1989 Tecmo)
- Ninja Gaiden II (1990 Tecmo)
- Ninja Gaiden III (1991 Tecmo)
- Pinbot (1988 Rare)
- Power Blade (1991 Taito)
- Pro-Wrestling (1986 Nintendo)
- Rad Racer (1987 Square)
- Rad Racer II (1990 Square)
- RBI Baseball (1987 Tengen)
- R.C. Pro-Am (1987 Rare)
- Rocking Kats (1991 Atlus Soft.)
- Rush'n Attack/Green Beret (1987 Konami Inc.)
- Rygar (1987 Tecmo Ltd.)
- Shatterhand (1991 Jaleco)
- Solar Jetman (1990 Rare)
- Super C (1990 Konami)
- Super Mario Bros. (1985 Nintendo)
- Super Mario Bros. 2 (1988 Nintendo)
- Super Mario Bros. 3 (1988 Nintendo)
- Tecmo Bowl (1989 Tecmo Inc.)
- Tennis (1983 Nintendo)
- Teenage Mutant Ninja Turtles (1989 Konami Inc.)
- Teenage Mutant Ninja Turtles II: The Arcade Game (1990 Konami Inc.)
- Track & Field (1987 Konami Inc.)
- Trojan (1986 Capcom)
- Volleyball (1986 Nintendo)
- Wild Gunman (1984 Nintendo)
- World Cup Soccer (1990 Technos)
- Yo! Noid (1990 Capcom)